# Деникер, Жозеф
Жозеф (Иосиф Егорович) Деникер (6 марта, 1852, Астрахань — 18 марта, 1918, Париж) — русский и французский натуралист и антрополог.

## Биография
Жозеф (Иосиф) Деникер родился в 1852 году в Астрахани, Российская Империя, у французских родителей. Окончил курс в Санкт-Петербургском Технологическом институте, получил звание инженера. В 1873 году исследовал область местонахождения нефти — Кавказ и Северную Персию. Много путешествовал по Средней Европе, Италии, посетил Далмацию и Черногорию. С 1876 года жил в Париже. Прошёл в Сорбонне курс естественных наук. В 1888 году назначен главным библиотекарем Парижского естественно-исторического музея. Являлся одним из главных редакторов журнала Dictionnaire de geographie universelle Вивиана де С. Мартена, сотрудник «Grande Encyclopedie». С 1904 года — лектор Королевского антропологического института Великобритании.
В 1898 году в Париже познакомил Агвана Доржиева с Эмилем Гиме.
Умер в Париже в 1918 году.

## Научная деятельность
Деникер создал классификацию человеческих рас (1900), в которой впервые был последовательно проведён принцип выделения антропологических типов исключительно по физическим признакам. Серьёзным недостатком этой классификации являлось отсутствие исторического подхода, что не давало возможности проследить процесс возникновения рас. Некоторые принципы классификации Деникера используются и в настоящее время. Деникер также впервые создал карты расового состава Европы.
Деникер опубликовал также большое число работ в научных журналах «Comptes rendus de l’Academie», «Bulletins de la Societe d’anthropologie de Paris», в «Societe zoologique de France», «Revue d’anthropologie» и др.

## Система расовой классификации Деникера
Деникер выделял 6 расовых стволов:

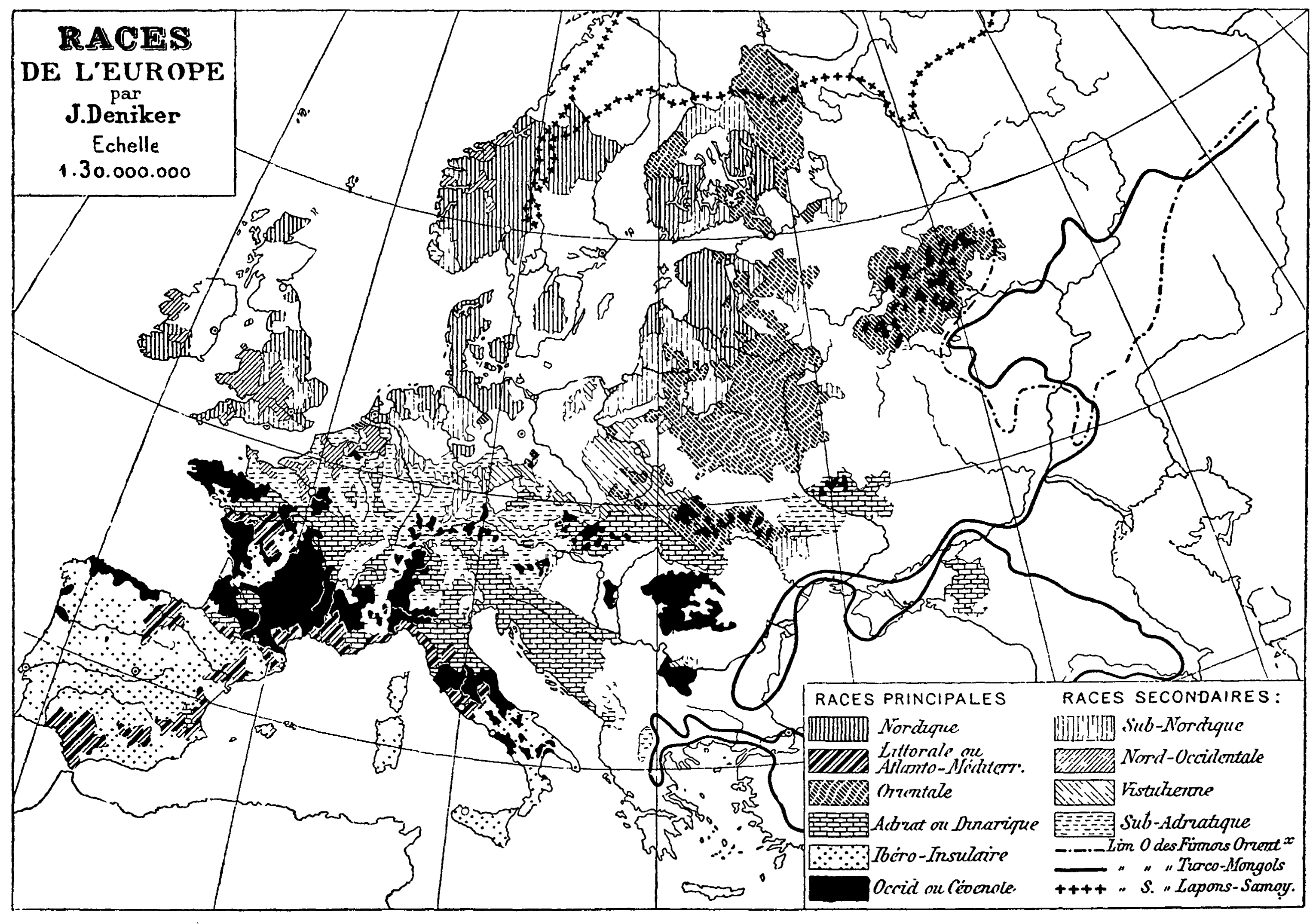
Карта «Races de l’Europe» (Расы Европы), 1899.

- группа А (шерстовидные волосы, широкий нос): бушменская, негритосская, негрская и меланезийская расы;
- группа B (курчавые или волнистые волосы): эфиопская, австралийская, дравидийская и ассироидная расы;
- группа C (волнистые, тёмные или чёрные волосы и тёмные глаза): индоафганская, арабская или семитская, берберская, южноевропейская, иберо-островная, западноевропейская и адриатическая расы;
- группа D (волнистые или прямые волосы, блондины со светлыми глазами): североевропейская (нордическая) и восточноевропейская расы;
- группа E (прямые или волнистые, чёрные волосы, тёмные глаза): айносская, полинезийская, индонезийская и южноамериканская расы;
- группа F (прямые волосы): североамериканская, среднеамериканская, патагонская, эскимосская, лопарская, угорская, турко-татарская (туранская) и монгольская расы[5][6].

Среди европейских рас, кроме вышеупомянутых, Деникер выделял определённые подрасы:
- северо-западную;
- субнордическую;
- субадриатическую;
- вистульскую (привислянскую) или восточную (ориентальную).[7]

В ходе дальнейших исследований почти все выделенные Деникером расы получили подтверждение как реальные единицы расовой систематики .
Деникер ввёл в научный оборот термин «нордическая раса» (la race nordique, «северная раса»).

## Работы
- Recherches anatomiques et embryologiques sur les singes anthropoides (1886)
- Etude sur les Kalmouks (1883)
- Les Ghiliaks (1883)
- Races et peuples de la terre (1900)
- The races of man: an outline of anthropology and ethnography (1900)